# Wilhelm Karl Georg Münch

Wilhelm Münch

Wilhelm Karl Georg Münch (* 11. April 1843 in Schwalbach; † 25. März 1912 in Berlin) war ein deutscher Regierungsrat, Pädagoge und Schriftsteller.

## Leben
Münch war nach Universitätsstudien den Fächern Theologie und Philosophie in Bonn und Berlin ab 1866 Lehrer an verschiedenen Gymnasien und höheren Schulen. Unter anderem war er auch Direktor der Gymnasien in Ruhrort und Barmen. 1888 wurde er zum Provinzialschulrat in Koblenz ernannt.
1897 wurde er unter Verleihung des Titels Geheimer Regierungsrat als vortragender Rat nach Berlin versetzt, wo er zugleich die Honorarprofessur für Pädagogik an der Universität Berlin erhielt.
Durch seine schriftstellerische Arbeit hat er nachhaltigen Einfluss auf die Neugestaltung des Unterrichts an den Höheren Schulen Preußens gewonnen. Zu seinen wichtigsten Werken zählen die Zukunftspädagogik und der Geist des Lehramtes, worin er die Erziehung als gegenseitige Wechselwirkung von Geben und Nehmen zwischen Schüler und Lehrer beschreibt und besonderes Gewicht auf die ethischen Qualitäten des Lehrers legt.
Wilhelm Karl Georg Münch starb 1912 im Alter von 68 Jahren in Berlin und wurde auf dem Luisenstädtischen Friedhof beigesetzt. Die Grabstätte ist nicht erhalten geblieben.

## Veröffentlichungen
- Der deutsche Unterricht am Realgymnasium : seine Eigenart u. seine Aufgaben ; Betrachtungen und Vorschläge. Steinborn, Barmen 1886 (Digitalisat)
- Weitere Beiträge zum deutschen Unterricht. (Digitalisat)
- Die Pflege der deutschen Aussprache und der Declamation an den höheren Schulen : weitere Beiträge zum deutschen Unterricht. Steinborn, Barmen 1887 (Digitalisat)